# Jeanne Hébuterne (Philadelphie)
Pour les articles homonymes, voir Jeanne Hébuterne.
Jeanne Hébuterne est un tableau réalisé par le peintre italien Amedeo Modigliani en 1919. Cette huile sur toile est le portrait à mi-corps de Jeanne Hébuterne. La jeune femme y figure assise en blouse blanche un bras levé derrière la tête, comme pour un étirement. L'œuvre est achetée à Paul Guillaume par Albert Barnes en janvier 1925 à Paris, en France. Elle est conservée à la Fondation Barnes, à Philadelphie, en Pennsylvanie, aux États-Unis.